# When Summer Ends
When summer ends is een single uit 2008 van de Nederlandse artiest VanVelzen. Het nummer is de titelsong van de film Zomerhitte, een film van Monique van de Ven gebaseerd op het gelijknamige boek van Jan Wolkers. Het nummer is geschreven door John Ewbank in samenwerking met VanVelzen. Het lied beleefde zijn première op 19 januari tijdens de uitzending van Zoëyzo op radiozender 3FM.

## Tracklist
1. When Summer Ends (03:39)
2. It Feels Like (04:14)

## Hitnoteringen

### Nederlandse Top 40
| Hitnotering: 23-02-2008 t/m 24-05-2008 | Hitnotering: 23-02-2008 t/m 24-05-2008 | Hitnotering: 23-02-2008 t/m 24-05-2008 | Hitnotering: 23-02-2008 t/m 24-05-2008 | Hitnotering: 23-02-2008 t/m 24-05-2008 | Hitnotering: 23-02-2008 t/m 24-05-2008 | Hitnotering: 23-02-2008 t/m 24-05-2008 | Hitnotering: 23-02-2008 t/m 24-05-2008 | Hitnotering: 23-02-2008 t/m 24-05-2008 | Hitnotering: 23-02-2008 t/m 24-05-2008 | Hitnotering: 23-02-2008 t/m 24-05-2008 | Hitnotering: 23-02-2008 t/m 24-05-2008 | Hitnotering: 23-02-2008 t/m 24-05-2008 | Hitnotering: 23-02-2008 t/m 24-05-2008 | Hitnotering: 23-02-2008 t/m 24-05-2008 | Hitnotering: 23-02-2008 t/m 24-05-2008 |
| Week                                   | 1                                      | 2                                      | 3                                      | 4                                      | 5                                      | 6                                      | 7                                      | 8                                      | 9                                      | 10                                     | 11                                     | 12                                     | 13                                     | 14                                     |                                        |
| -------------------------------------- | -------------------------------------- | -------------------------------------- | -------------------------------------- | -------------------------------------- | -------------------------------------- | -------------------------------------- | -------------------------------------- | -------------------------------------- | -------------------------------------- | -------------------------------------- | -------------------------------------- | -------------------------------------- | -------------------------------------- | -------------------------------------- | -------------------------------------- |
| Nummer                                 | 33                                     | 24                                     | 8                                      | 6                                      | 7                                      | 9                                      | 9                                      | 10                                     | 10                                     | 11                                     | 17                                     | 18                                     | 23                                     | 40                                     | uit                                    |

### Single Top 100
| Hitnotering: 16-02-2008 t/m 07-06-2008 | Hitnotering: 16-02-2008 t/m 07-06-2008 | Hitnotering: 16-02-2008 t/m 07-06-2008 | Hitnotering: 16-02-2008 t/m 07-06-2008 | Hitnotering: 16-02-2008 t/m 07-06-2008 | Hitnotering: 16-02-2008 t/m 07-06-2008 | Hitnotering: 16-02-2008 t/m 07-06-2008 | Hitnotering: 16-02-2008 t/m 07-06-2008 | Hitnotering: 16-02-2008 t/m 07-06-2008 | Hitnotering: 16-02-2008 t/m 07-06-2008 | Hitnotering: 16-02-2008 t/m 07-06-2008 | Hitnotering: 16-02-2008 t/m 07-06-2008 | Hitnotering: 16-02-2008 t/m 07-06-2008 | Hitnotering: 16-02-2008 t/m 07-06-2008 | Hitnotering: 16-02-2008 t/m 07-06-2008 | Hitnotering: 16-02-2008 t/m 07-06-2008 | Hitnotering: 16-02-2008 t/m 07-06-2008 | Hitnotering: 16-02-2008 t/m 07-06-2008 | Hitnotering: 16-02-2008 t/m 07-06-2008 |
| Week                                   | 1                                      | 2                                      | 3                                      | 4                                      | 5                                      | 6                                      | 7                                      | 8                                      | 9                                      | 10                                     | 11                                     | 12                                     | 13                                     | 14                                     | 15                                     | 16                                     | 17                                     |                                        |
| -------------------------------------- | -------------------------------------- | -------------------------------------- | -------------------------------------- | -------------------------------------- | -------------------------------------- | -------------------------------------- | -------------------------------------- | -------------------------------------- | -------------------------------------- | -------------------------------------- | -------------------------------------- | -------------------------------------- | -------------------------------------- | -------------------------------------- | -------------------------------------- | -------------------------------------- | -------------------------------------- | -------------------------------------- |
| Nummer                                 | 13                                     | 34                                     | 32                                     | 6                                      | 11                                     | 11                                     | 11                                     | 8                                      | 19                                     | 25                                     | 29                                     | 38                                     | 32                                     | 38                                     | 57                                     | 68                                     | 88                                     | uit                                    |

### 3FM Mega Top 50
| Hitnotering: 16-02-2008 t/m 07-06-2008 | Hitnotering: 16-02-2008 t/m 07-06-2008 | Hitnotering: 16-02-2008 t/m 07-06-2008 | Hitnotering: 16-02-2008 t/m 07-06-2008 | Hitnotering: 16-02-2008 t/m 07-06-2008 | Hitnotering: 16-02-2008 t/m 07-06-2008 | Hitnotering: 16-02-2008 t/m 07-06-2008 | Hitnotering: 16-02-2008 t/m 07-06-2008 | Hitnotering: 16-02-2008 t/m 07-06-2008 | Hitnotering: 16-02-2008 t/m 07-06-2008 | Hitnotering: 16-02-2008 t/m 07-06-2008 | Hitnotering: 16-02-2008 t/m 07-06-2008 | Hitnotering: 16-02-2008 t/m 07-06-2008 | Hitnotering: 16-02-2008 t/m 07-06-2008 | Hitnotering: 16-02-2008 t/m 07-06-2008 | Hitnotering: 16-02-2008 t/m 07-06-2008 | Hitnotering: 16-02-2008 t/m 07-06-2008 | Hitnotering: 16-02-2008 t/m 07-06-2008 | Hitnotering: 16-02-2008 t/m 07-06-2008 |
| Week                                   | 1                                      | 2                                      | 3                                      | 4                                      | 5                                      | 6                                      | 7                                      | 8                                      | 9                                      | 10                                     | 11                                     | 12                                     | 13                                     | 14                                     | 15                                     | 16                                     | 17                                     |                                        |
| -------------------------------------- | -------------------------------------- | -------------------------------------- | -------------------------------------- | -------------------------------------- | -------------------------------------- | -------------------------------------- | -------------------------------------- | -------------------------------------- | -------------------------------------- | -------------------------------------- | -------------------------------------- | -------------------------------------- | -------------------------------------- | -------------------------------------- | -------------------------------------- | -------------------------------------- | -------------------------------------- | -------------------------------------- |
| Nummer                                 | 20                                     | 17                                     | 13                                     | 9                                      | 7                                      | 10                                     | 11                                     | 12                                     | 14                                     | 19                                     | 22                                     | 29                                     | 34                                     | 35                                     | 39                                     | 43                                     | 45                                     | uit                                    |

### NPO Radio 2 Top 2000
| Nummer met noteringen in de NPO Radio 2 Top 2000 | '09  | '10  | '11  | '12  |
| ------------------------------------------------ | ---- | ---- | ---- | ---- |
| When Summer Ends                                 | 1664 | 1434 | 1553 | 1823 |

1. ↑  Een vetgedrukt getal geeft de hoogste notering aan.
2. ↑  2009 was het eerste jaar met een notering voor dit nummer.
3. ↑  Deze tabel is bijgewerkt tot en met de laatste editie (2024).